# Колодее
Колодее (чеш. Koloděje) — исторический район Праги, сейчас городской район Прага-Колодее.
Расположен в восточной части столицы Чехии. Административно с 1974 года — в составе района Прага 21.
Население — 1403 человека (31.12.2012).
Впервые упоминается в XIII веке во времена правления короля Вацлава I.

## Достопримечательности
Главная достопримечательность — Пражский замок Колодее.
В 1706-1712 годах по заказу герцога Яна Адама Андрея Лихтенштейна (?-1712) новый замок был построен итальянским архитектором Домиником Мартинелли, убранством замка занимался также итальянец Сантини Буссе. После смерти герцога замок унаследовала его дочь Мария Терезия, которая была замужем за Савойским герцогом Томашем Эммануилом. Она и завершила строительство и оформление замка в 1720 году.
Замок был построен в стиле барокко. Но в 1802 году Алоиз Йозеф Лихтенштейн начал реконструкцию замка в стиле ампир. Реконструкция продолжалась до 1810 года. В то же самое время был заложен «английский» парк.
С момента строительства в замок сменил 19 владельцев. Среди них были брат короля и императора Священной Римской империи Карла IV, представители австрийского дворянского рода Лихтенштейнов, а также два государства - Чехословакия и Чехия.
Одно время замок был летней резиденцией первого президента Чехословакии Томаша Масарика, а в 1950-х годах - тюрьмой, в которой сидели жертвы коммунистического режима, в основном — участники показательного процесса, названного «Процессом Сланского», по имени главного подсудимого, бывшего генерального секретаря КПЧ. В рамках этого процесса осудили более десяти членов коммунистического правительства. Среди них в замке «Колодее» был заточен отец чехословацкой «нормализации» Густав Гусак, а также политик и публицист Артур Лондон, который описал методы расследования политических процессов в Чехословакии в 1950-х годах в книге «Признание». Во Франции по этой книге сняли фильм, главную роль в котором сыграл Ив Монтан.
Сейчас Пражский замок Колодее по закону «О реституции» возвращен прежним владельцам.

## Галерея

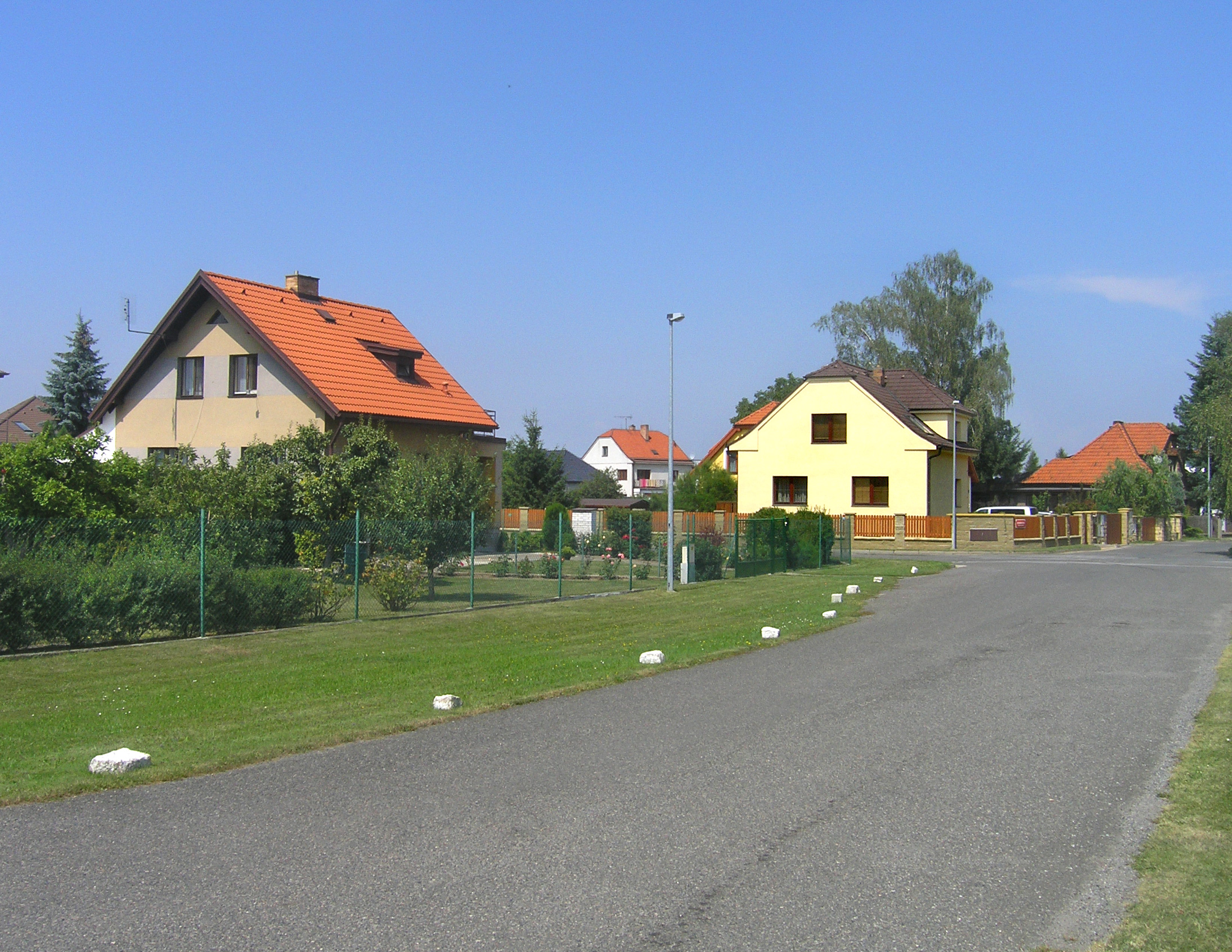
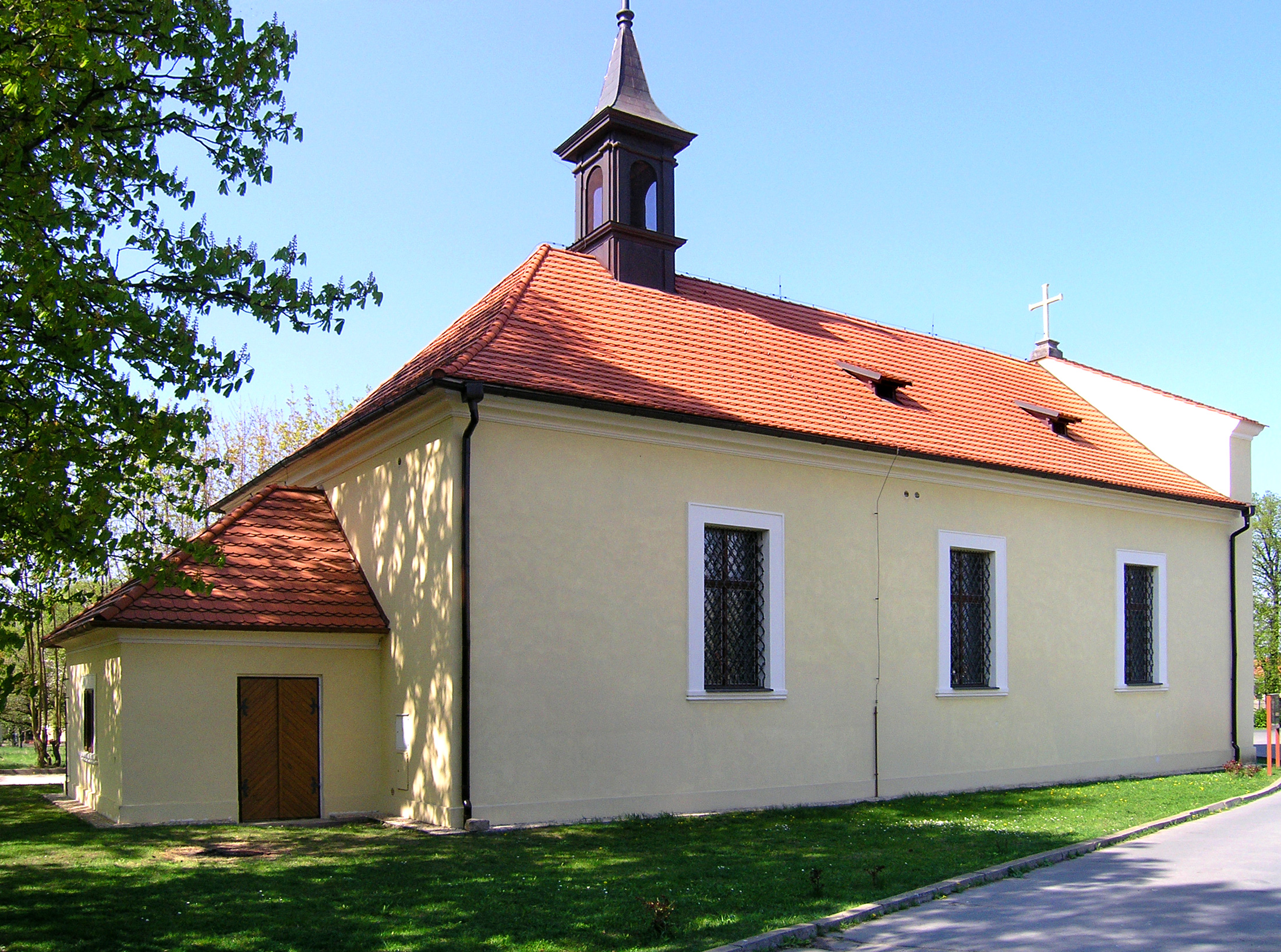
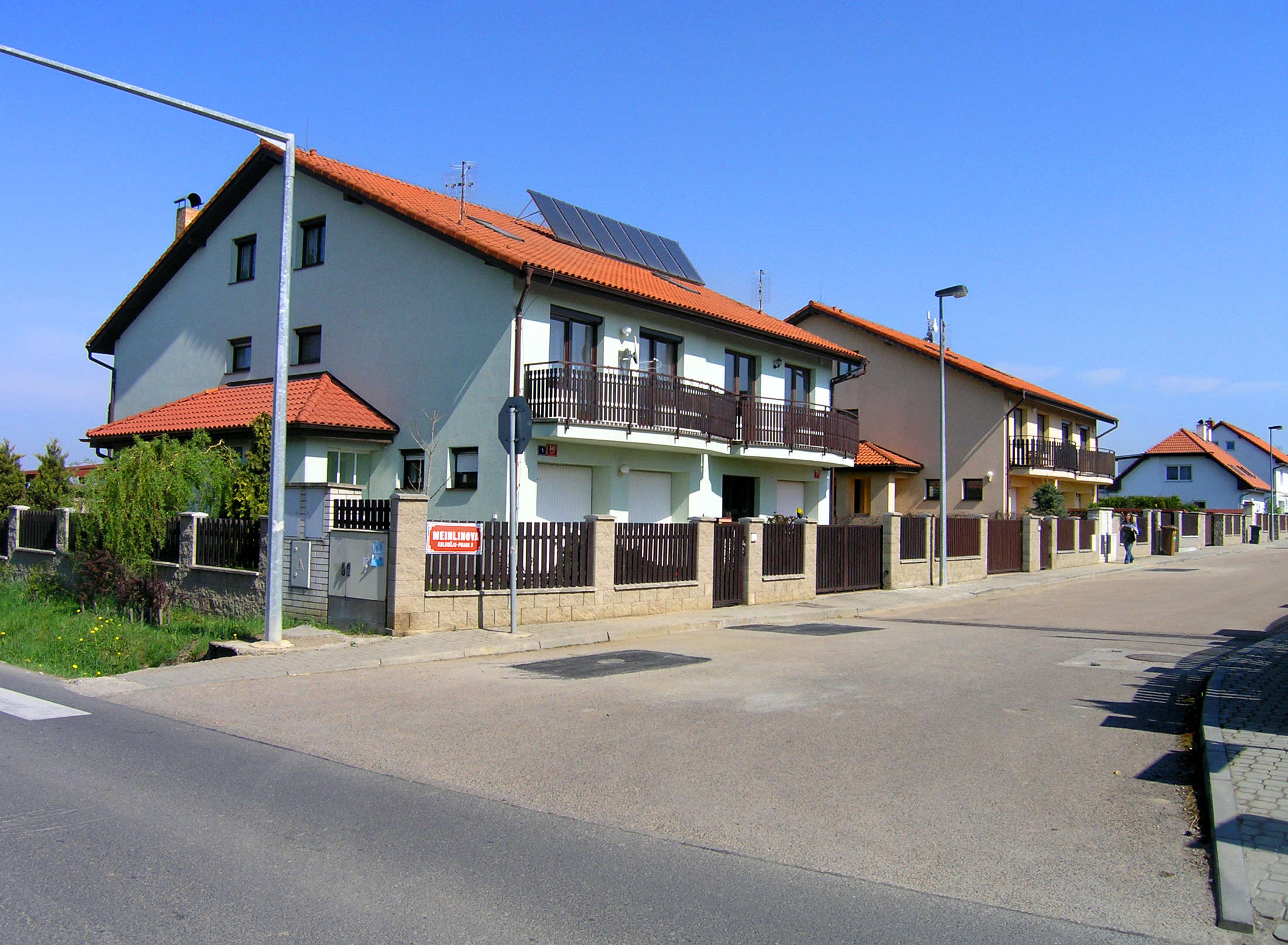
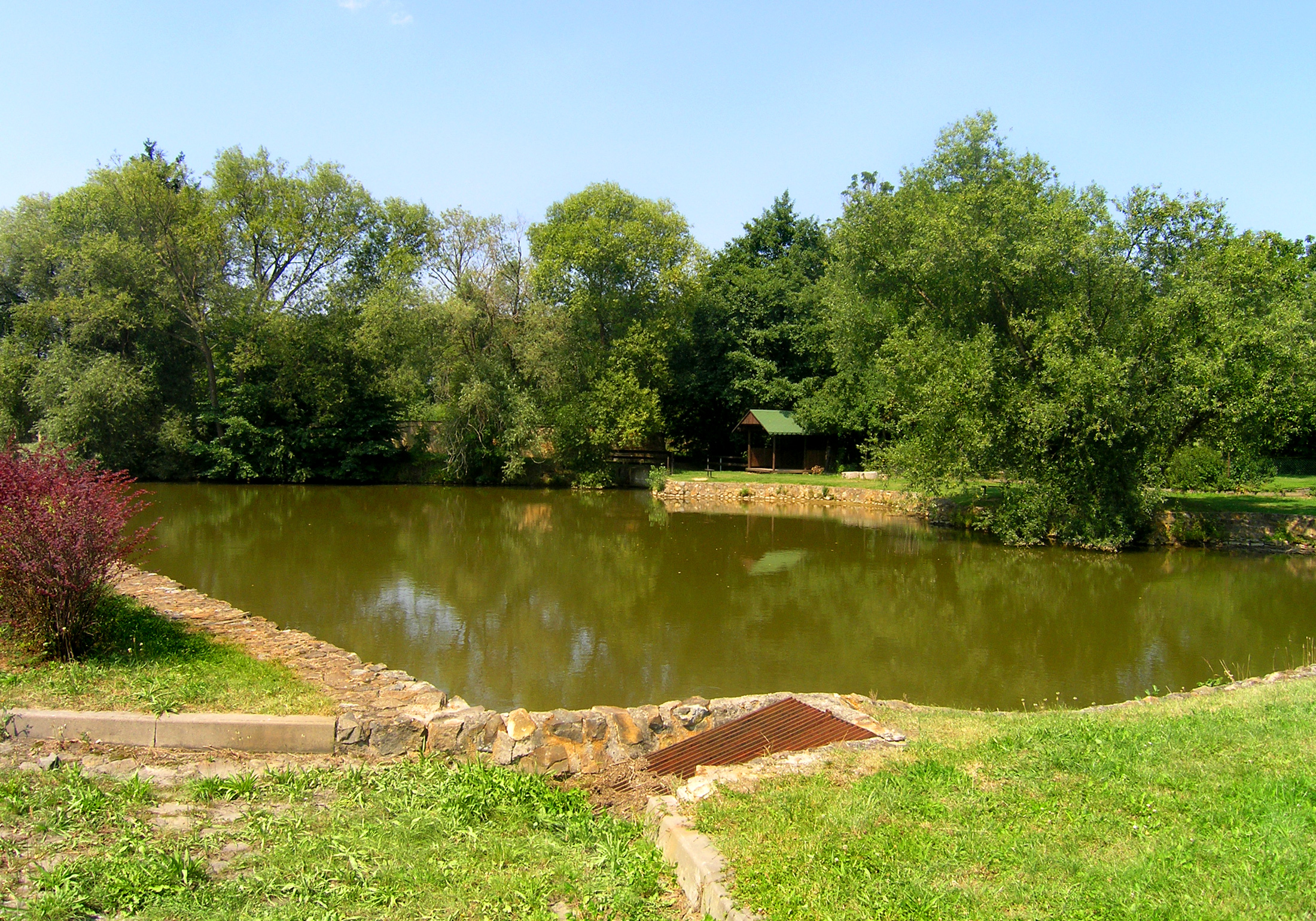